# Теория коммуникации Карла Дойча
Теория коммуникации – это теория макроуровня, созданная Карлом Дойчем для описания процесса принятия решений в политической системе. В основу теории Дойча легли достижения теории информации и кибернетики, и в частности – концепт обратной связи, введенный в оборот Норбертом Винером. В самом общем виде, теория коммуникации занимается изучением технических аспектов информационного процесса, а также процессом общения между людьми.

## Происхождение
Происхождение теории коммуникации связывают с развитием информационной теории, которая берет своё начало в 1920-х гг.
Важным этапом в развитии теории коммуникации считается публикация Шенноном Клодом статьи «Математическая теория связи» в журнале американской телефонной компании «Bell System» в 1948 году.
В общественно-политических науках отдельные идеи из теории коммуникации стали использоваться с середины XX века.

## Теория коммуникации Карла Дойча
На основе теории коммуникации и кибернетики Карл Дойч разработал свой подход, применимый к политическому анализу. Согласно его подходу, у каждого правительства есть определенный набор целей, которые оно стремится достичь. Для достижения этих целей правительства должны координировать усилия людей и направлять их в нужное русло. Теория коммуникации рассматривает главную задачу правительства и политиков как процесс направления и координации усилий отдельных людей с целью достижения определенного набора целей. Вместе с тем подход К.Дойча фокусируется скорее на процессе принятия решений, нежели на последствиях этих решений. Правительства принимают решения на основании информационных потоков, которые рассматриваются в качестве базовых единиц анализа. Теория коммуникации в представлении К.Дойча уделяет особое внимание процессу изменения, поскольку изменение воспринимается как производная от осуществления власти, а потоки информации становятся катализаторами изменений.

### Основная концепция
Теория коммуникации рассматривает любое правительство как систему принятия решений, работа которой основывается на потоках информации. Эта система включает в себя операционные структуры, сами информационные потоки и связанные с ними процессы. К операционным системам относятся принимающие структуры или, как их называл сам Дойч, «рецепторы», которые отвечают за получение информации как из внутренней, так и из внешней (международной) среды. В роли «рецепторов» могут выступать как специализированные государственные ведомства, так и частные (к примеру, центры изучения общественного мнения). После того как «рецепторы» получили, проанализировали и обработали информацию, она поступает в пользование аппарата принятия решений внутри правительства, который соотносит полученную информацию с прошлым опытом, а также производит нормативную и ценностную оценки, необходимые для принятия последующего решения.

### Механизм обратной связи
Важной категорией в теории коммуникации Дойча является обратная связь. Сам концепт обратной связи был им позаимствован у Норберта Винера, который определял его, как «управление на основе реального, а не ожидаемого поведения». В концепции К. Дойча обратная связь представляет собой  коммуникационную сеть, которая производит действия в ответ на ввод информации и позволяет включить результаты политических решений и действий в своё последующее поведение. Как и в кибернетике, в теории Карла Дойча обратная связь может быть двух видов: положительная и отрицательная.

#### Отрицательная обратная связь
Под отрицательной обратной связью принято понимать такой вид обратной связи, при котором изменение сигнала системы на выходе приводит к такому изменению сигнала на входе, которое противодействует первоначальному изменению. Через механизм отрицательной обратной связи центр принятия решений внутри правительства получает информацию о последствиях принятых решений.
Согласно теории Дойча, работа каждой системы направлена на достижение поставленных перед ней задач, а каждое действие или событие должно приближать систему к осуществлению поставленных задач. Поэтому для системы важно знать, когда то или иное действие препятствует достижению поставленной цели. Именно для этого и нужен механизм обратной связи, который посылает обратные сигналы системе, если то или иное действие препятствует достижению поставленных задач. В результате этого система имеет возможность пересмотреть или скорректировать поставленные задачи и изменить свои действия. Для того, чтобы механизм негативной обратной связи работал эффективно, система должна быть организована таким образом, чтобы получаемая ей информация была релевантная и непрерывная, что позволяло бы правительству видеть разницу между текущим положением и поставленной задачей, равно как и оценивать эффективность выбранных для достижения поставленной задачи средств.

#### Положительная обратная связь
Существует также и обратная ситуация, когда работает механизм положительной обратной связи. Под положительной обратной связью принято понимать такой тип обратной связи, при котором изменение сигнала на выходе из системы приводит к такому изменению сигнала на её входе, которое способствует дальнейшему искажению выходного сигнала от первоначального заданного значения.
Положительная обратная связь усиливает результаты функционирования системы, поэтому к этому механизму прибегают в тех ситуациях, когда требуется быстрая ответная реакция на изменение внешних параметров. В то же время положительная обратная связь приводит к неустойчивости системы
Как правило, о положительной обратной связи говорят в контексте возникновения конфликтных ситуаций, как во внутренней, так и во внешней политике. Ярким примером положительной обратной связи может служить ситуация, когда действия одной страны, направленные на наращивание или перевооружение своей армии, воспринимаются другой страной как агрессивные, что, в свою очередь, подталкивает последнюю к такой корректировке своих целей и образа действия, которая может вылиться в гонку вооружения. В дальнейшем данная ситуация рассматривается в рамках дилеммы безопасности.

## Ограничения и критика
Теория коммуникации Карла Дойча обладает рядом ограничений. Так она рассматривает процесс принятия решений как сугубо механический процесс, при этом полностью игнорируется психологическая составляющая лиц, ответственных за принятия решений и постановку целей. Помимо этого из внимания теории ускользает разница между фактическими целями и представлениями о них, которые существуют у конкретных лиц, принимающих решения. В теории Дойча также отсутствует ценностный фактор, а также фактор религиозных, культурных и этнических особенностей, существующих в конкретной системе принятия решений. Теорию коммуникации Дойча также часто критиковали за то, что она уделяет особое внимание именно процессу принятия политических решений, а не их последствия, и  концентрируется при этом на движении информационных потоков, полностью игнорируя их содержательное наполнение.

## Комментарии
1. ↑  «This control of a machine on the basis of its actual performance rather than its expected performance is known as feedback, and involves sensory members which are actuated by motor members and perform the function of tell-tales or monitors—that is, of elements which indicate a performance»[3]